# Thylacodes medusae
Thylacodes medusae is een slakkensoort uit de familie van de Vermetidae. De wetenschappelijke naam van de soort is voor het eerst geldig gepubliceerd in 1891 door Pilsbry.